# 陈伟达
陈伟达（1916年—1990年），男，江苏响水人，中华人民共和国政治人物。

## 生平
早年参加革命，就读于上海暨南大学物理系。1940年，担任江都县人民政府军事科科长等职。后任在上海浦西活动的新四军淞沪支队政委。
1947年，任华东野战军一纵第一师政治部主任，后改六纵十七师政委，第三野战军第24军71师政委。
中华人民共和国成立后，担任杭州市军管会公安部副部长、中共宁波市委书记。1953年，任中共浙江省委组织部部长。1957年，升任浙江省人民委员会副省长。1962年，兼任浙江大学校长；次年升任浙江省政协副主席。1972年，任中共浙江省委副书记等。
1978年，任中共天津市委第一书记，兼任天津警备区第一政委。
1984年，调任中共中央政法委员会副书记、中顾委委员。

## 家庭
妻子徐畹华。
儿子陈同海，原国家计委副主任；中国石油化工集团公司总经理，中国石化董事长。